# 小行星4361
小行星4361（英語：4361 Nezhdanova）是一颗围绕太阳公转的小行星。1977年10月9日，柳德米拉·切爾尼赫在克里米亚发现了此天体。
这颗小行星的绝对星等为356.4931156431983等。